# Kaprova (Praha)
Kaprova ulice (německy Karpfengasse) na Starém Městě v Praze spojuje náměstí Jana Palacha s náměstím Franze Kafky. Ulice je nazvána podle Pavla Kapra z Kaprštejna, který byl v letech 1565–71 primátor Starého Města Pražského a vlastnil tu Dům U Tří kaprů. Na ulici jsou dva vchody do stanice metra Staroměstská, která je 28 metrů pod povrchem.

## Historie a názvy
Ve středověku vedla po ulici důležitá cesta z tržiště na Staroměstském náměstí k vltavskému brodu. Používané názvy:
- původní název byl „Svatovalentinská“ podle kostela svatého Valentina, stál na rohu Kaprovy a Valentinské ulice, první písemná zmínka je z roku 1253, v roce 1794 za josefinských reforem byl zbořen
- od poloviny 16. století se používají názvy „Kaprovic“, „Kaprová“ nebo „Kaprova“.

## Budovy, firmy a instituce

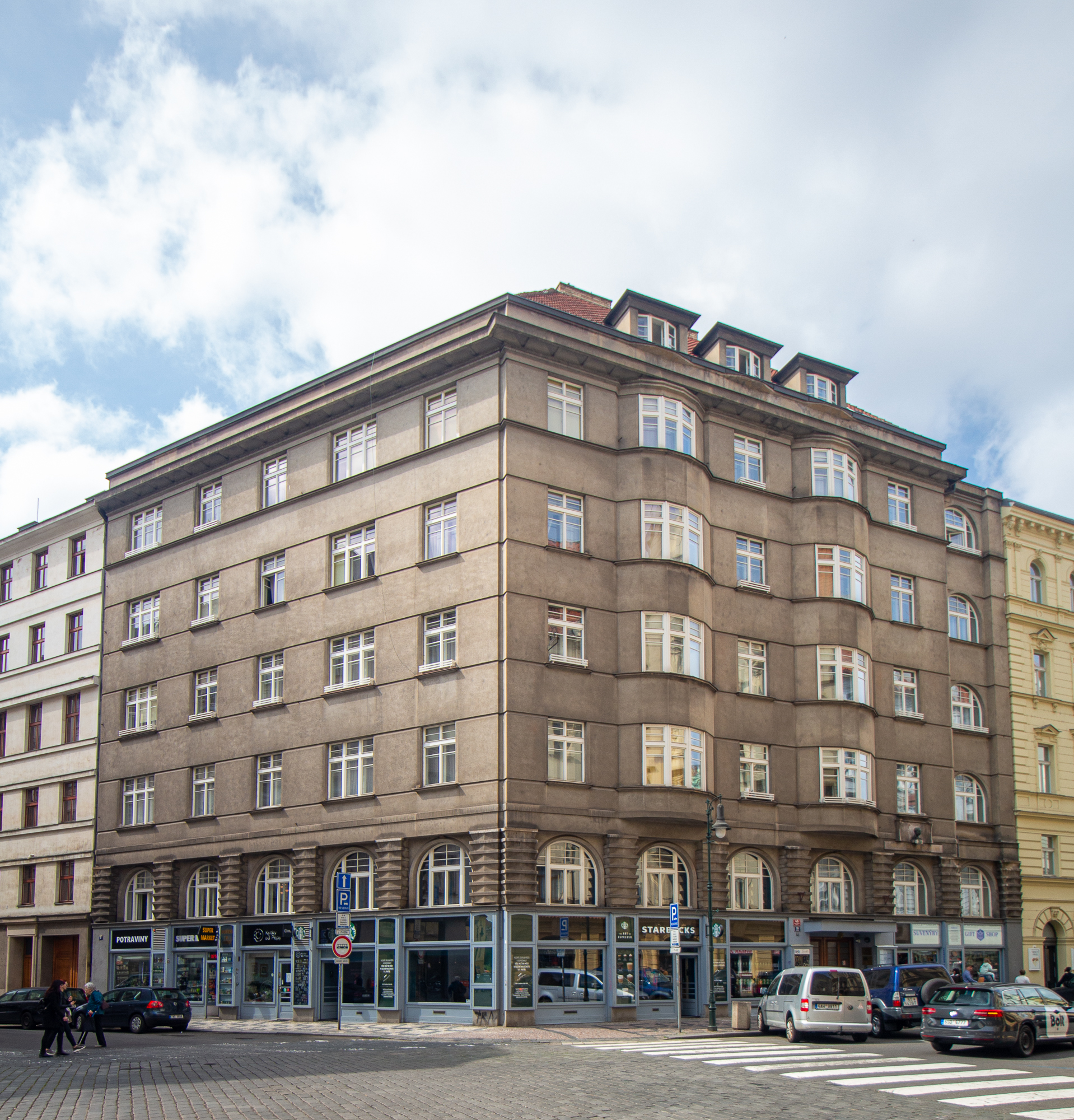
V domě č. 10 se nachází Modrý pokoj - Památník Jaroslava Ježka

- Filozofická fakulta Univerzity Karlovy – Kaprova 1, Náměstí Jana Palacha 2
- Dům Na Kocandě – nárožní budova na adrese Kaprova 2 a Křižovnická 14[3]
- Činžovní dům – Kaprova 3 a Valentinská 10[4][5]
- Dům U Tří kaprů – Kaprova 8
- Památník Jaroslava Ježka – Modrý pokoj – Kaprova 10/45
- Česká pošta – Kaprova 12
- Firma Bratři Šulcové (dovoz motocyklů B.S.A.) – Kaprova 13[6]